# Tjickelsören
Tjickelsören är ett skär i Åland (Finland). Det ligger i Skärgårdshavet och i kommunen Kumlinge i landskapet Åland, i den sydvästra delen av landet. Ön ligger omkring 42 kilometer öster om Mariehamn och omkring 240 kilometer väster om Helsingfors.
Öns area är 3 hektar och dess största längd är 250 meter i nord-sydlig riktning. Tjickelsören är den högsta punkten i trakten. Närmaste större samhälle är Vårdö, 17,8 km väster om Tjickelsören.